# Parafia Matki Bożej Częstochowskiej w Przyborowie
Parafia Matki Bożej Częstochowskiej w Przyborowie – parafia rzymskokatolicka, terytorialnie i administracyjnie należąca do diecezji zielonogórsko-gorzowskiej, do dekanatu Nowa Sól, erygowana 29 czerwca 1982 roku. W parafii posługują księża diecezjalni.